# Football Club Flora
Il Football Club Flora, noto più comunemente come Flora Tallinn, è una società calcistica estone di Tallinn. Milita nella Meistriliiga, la massima serie del campionato locale, e gioca nell'Arena A. Le Coq della capitale.
Fondato nel 1990, è uno dei club più titolati del Paese e detiene il record di vittorie del campionato di Meistriliiga (15); inoltre ha partecipato a tutte le edizioni della Meistriliiga finora disputate, record che condivide col Trans Narva, classificandosi sempre tra le prime quattro posizioni. Tra gli altri trofei nazionali conta 8 Coppe d'Estonia e 12 Supercoppe d'Estonia.
La Nazionale estone da sempre beneficia di un grande contributo di giocatori provenienti dal Flora Tallinn: tra i più noti si possono citare Martin Reim, Marko Kristal, Mart Poom, Andres Oper e Raio Piiroja.
Il club schiera anche una squadra nella prima divisione estone di calcio a 5 e una squadra nella Naiste Meistriliiga (campionato femminile), oltre a una formazione Under-21 nel campionato di Esiliiga e una formazione Under-19 in II Liiga.

## Storia

### Gli inizi: anni novanta
Il Flora Tallinn fu fondato il 10 marzo 1990 da Aivar Pohlak, ex calciatore e arbitro, con l'intento di dare nuovo vigore al calcio in un'Estonia ormai prossima all'indipendenza. La squadra era infatti formata principalmente da giocatori locali provenienti dalle giovanili del Lõvid Tallinn.
Nel 1990 esordì nel Campionato della RSS d'Estonia. Considerato il poco tempo per organizzare la squadra, concluse in ultima posizione e retrocesse. Nel 1991 disputò la seconda divisione arrivando al secondo posto, dietro al Kalev Tartu.
Con la fondazione della federazione calcistica dell'Estonia (di cui lo stesso Pohlak divenne presidente), il Flora prese parte alla Meistriliiga fin dalla sua prima edizione nel 1992, in cui si piazzò al primo posto nel proprio girone e quarto nel girone finale. Vinse per la prima volta il campionato nella stagione 1993-1994, confermandosi campione l'anno successivo in cui vinse anche la sua prima coppa nazionale. Nell'anno solare 1998 vinse due campionati, in occasione della riforma della Meistriliiga. Pochi mesi dopo esordì in Champions League, dove uscì al primo turno contro la Steaua Bucarest.

### Anni duemila
Nel 2001 lo stadio Lilleküla fu ampliato e ammodernato e prese il nome A. Le Coq Arena, in cui il Flora vinse subito tre campionati consecutivi.
Successivamente iniziò ad acuirsi il dualismo con gli avversari del Levadia Tallinn, allora squadra emergente del calcio estone, che in un decennio conquistò titoli su titoli fino a raggiungere, nel 2009, il Flora per numero di vittorie in campionato.
Contrasti tra le due squadre emersero anche fuori dal campo per i molteplici ruoli di Aivar Pohlak, che contemporaneamente gestiva sia il maggiore club del paese che il principale strumento di governo del calcio nazionale, fatto che suscitava dubbi e polemiche per l'evidente conflitto di interessi. A metà degli anni 2000 il presidente e proprietario del Levadia Tallinn, Viktor Levada, lamentava la mancanza di indipendenza della lega dalla federazione come avviene in altri paesi. A tale proposito il presidente di origini ucraine dichiarò:
Pohlak, oltre che presidente della federazione e per lungo tempo del club, opera anche come procuratore di calciatori grazie alla sua agenzia Sport&Net Grupp che ha il controllo diretto dei calciatori dell'FC Flora, ai quali non è consentito avere un procuratore proprio.

### Anni duemiladieci
Nei due anni successivi il Flora salì a 9 titoli e distanziò nuovamente il Levadia, il quale però nel 2014 riagganciò la compagine rivale, che concluse la stagione al terzo posto.
Nel 2015 il Flora ha celebrato il 25º anniversario dalla sua fondazione con un altro titolo di Meistriliiga, diventando così la prima squadra estone a raggiungere quota 10 campionati nazionali vinti.
Nel 2016 Aivar Pohlak lascia la guida del club al figlio Pelle. In campionato il Flora si mantiene a ridosso dei primi posti per tutta la stagione, ma viene estromesso dalla corsa per il titolo alla penultima giornata, in cui pareggia 3-3 contro il Kalev Sillamäe. L'ultima partita della stagione vede il Flora impegnato nel derby contro il Levadia Tallinn, ancora in gara per la vittoria del campionato, mentre gli altri due contendenti, l'Infonet capolista e il Kalju Nõmme, si affrontano in uno scontro diretto. Con ancora la possibilità di raggiungere il secondo posto, il Flora chiude il primo tempo in vantaggio 0-1; ma nella ripresa il Levadia rimonta e ribalta la situazione vincendo infine 2-1, risultato che lascia il Flora al quarto posto in classifica, nonostante la sconfitta del Kalju contro l'Infonet vincitore del campionato.
Torna alla vittoria già nel 2017, quando vince il suo undicesimo campionato con una giornata di anticipo, grazie alla vittoria (2-0) contro il Tammeka Tartu e al contemporaneo pareggio (0-0) del Levadia Tallinn sul campo del Trans Narva. Questi risultati hanno di fatto reso ininfluente lo scontro diretto tra Levadia e Flora all'ultima giornata, terminato 0-0.
Nel 2018 disputa le finali di Supercoppa d'Estonia e Coppa d'Estonia, in entrambe è sconfitto dal Levadia Tallinn.
In campionato tiene il passo del Kalju Nõmme capolista e lo raggiunge in testa alla classifica alla terzultima giornata. Entrambi dunque arrivano all'ultima giornata in corsa per il titolo, insieme al Levadia Tallinn che li segue a due punti, e contro cui il Flora deve scontrarsi: il derby finisce con la vittoria del Levadia (2-1, inutile per il titolo data la contemporanea vittoria del Kalju), che relega il Flora al terzo posto.
In Meistriliiga 2019 il Flora inizia contendendo il primo posto al Levadia, che rimane appaiato fino all'ottava giornata. La vittoria nel primo scontro diretto lancia il Flora verso il comando solitario che mantiene per quasi tutto il resto della stagione; la conquista del dodicesimo campionato arriva alla terzultima giornata.
Nel primo turno della UEFA Conference League 2022-2023 affronta i finlandesi del SJK.
Dopo aver vinto l'andata 1-0, vanno in vantaggio due volte al ritorno, portandosi sul 3-0; gli avversari non mollano però e segnano due gol, mentre gli estoni rimangono in 10. Dopodiché gli avversari segnano il 3-2 e portano la sfida ai supplementari dove segnano di nuovo, mentre un altro giocatore viene espulso, e i finlandesi passano il turno.

### Anni duemilaventi
Nel 2020 il Flora vince la sua decima Supercoppa, sconfiggendo il Trans Narva per 2-0. Successivamente trionfa anche in Coppa d'Estonia, conquistata per l'ottava volta con la vittoria in finale, ancora contro il Trans Narva, per 2-1. In Europa, dopo l'eliminazione al primo turno dalla Champions League, si fa strada in Europa League superando per la prima volta due turni consecutivi (contro KR Reykjavík e Floriana) e giungendo alla fase play-off, dove viene eliminato dalla Dinamo Zagabria.
In campionato, sospeso e ripartito a maggio a causa della pandemia di COVID-19, il Flora rincorre il Levadia nelle prime giornate, ma già dalla quinta si pone al primo posto e lo mantiene da lì in avanti, ampliando progressivamente il suo vantaggio in classifica fino a conquistare, alla quartultima giornata, il tredicesimo titolo.
Nel 2021 conquista di nuovo l'Eesti Superkarikas battendo 1-0 il Paide; perde invece la finale di Eesti Karikas contro il Levadia Tallinn per 1-0. In campionato trascorre gran parte della stagione regolare al secondo posto dietro al Levadia e accede alla poule scudetto con 6 punti di svantaggio dalla capolista. Alla 31ª giornata il distacco tra le due squadre è di 4 punti, prima dei due derby che chiudono la stagione: nel primo, recupero del 21º turno, il Flora si impone in trasferta per 1-5 e mantiene aperti i giochi; nel secondo, in casa del Flora, il Levadia va due volte in vantaggio e viene ripreso solo al 93', il risultato finale di 2-2 lascia il Flora al secondo posto in classifica.
Sempre nel 2021, dopo l'eliminazione ai preliminari di Champions League ed Europa League, il Flora diventa la prima squadra estone ad accedere alla fase a gironi di una competizione UEFA: nella prima edizione della Conference League supera lo Shamrock Rovers agli spareggi e prende parte al gruppo B con Gent, Partizan e Anorthōsis, dove totalizza 5 punti (una vittoria, due pareggi e tre sconfitte) chiudendo all'ultimo posto.
Il 2022 inizia con la Supercoppa d'Estonia, persa ai rigori contro il Levadia. Il confronto tra le due squadre prosegue in campionato: dopo un'iniziale parità di passo, il Flora si impone da capolista solitario dalla 7ª alla 12ª giornata e poi di nuovo dalla 18ª, accumulando progressivamente un margine tale da conquistare il quattordicesimo titolo con cinque turni di anticipo. A fine stagione il Flora totalizza 97 punti ed eguaglia il record assoluto del Levadia del campionato 2009.
Nel 2023 il Flora esce ancora sconfitto in Supercoppa, stavolta dal Paide per 3-2, mentre in Meistriliiga è di nuovo in lotta ristretta col Levadia Tallinn: le due squadre biancoverdi si alternano al primo posto distanziando nettamente le avversarie. Nel frattempo si disputa la finale di coppa d'Estonia, ma il Flora perde 2-1 contro il Trans Narva. Nella seconda metà di campionato, Flora e Levadia procedono appaiate finché l'equilibrio viene meno alla quartultima giornata (la 33ª), quando il Levadia perde per 4-3 il derby in casa del Kalju Nõmme e poi pareggia 0-0 contro il Vaprus Pärnu, mentre il Flora fa punteggio pieno battendo il Paide (2-1) e il Trans Narva (1-3), portandosi a +5 punti sui rivali con la possibilità di chiudere i giochi nel successivo scontro diretto, in cui però il Levadia si impone per 2-1 e rinvia il verdetto all'ultima giornata. L'epilogo del campionato vede il Flora Tallinn giocare in casa nel derby contro il Kalju Nõmme e il Levadia Tallinn affrontare in trasferta il Paide. Mentre a Tallinn il risultato non si sblocca, il Paide si porta sul doppio vantaggio durante il primo tempo, poi il Levadia tenta di rimontare nella ripresa ma il gol del pareggio (2-2) arriva solo all'ultimo minuto; cosicché al Flora è sufficiente lo 0-0 finale per conquistare la quindicesima Meistriliiga.
Nel 2024 torna alla vittoria in Supercoppa (la dodicesima), prevalendo ai rigori sul Trans Narva dopo il 2-2 durato fino ai tempi supplementari. In campionato, invece, fin dalle prime giornate perde contatto dal Levadia capolista, dal quale viene anche eliminato ai quarti di Coppa d'Estonia, e si ritrova in lotta contro Kalju e Paide per il secondo posto. A fine stagione termina dietro a entrambe, classificandosi in quarta posizione.

## Strutture

### Stadio
Il Flora gioca le partite casalinghe alla A. Le Coq Arena di Tallinn, nel distretto di Kesklinn (sub-distretto di Kitseküla). L'impianto, situato sulla stessa area del preesistente Lilleküla Stadium, è stato inaugurato nel 2001 e dal 2019 è condiviso col Levadia Tallinn. Ad oggi è il principale stadio dell'Estonia e ha una capienza di 14336 posti.

## Palmarès

### Competizioni nazionali
- Campionato estone: 15  (record)

1993-1994, 1994-1995, 1997-1998, 1998, 2001, 2002, 2003, 2010, 2011, 2015, 2017, 2019, 2020, 2022, 2023
- Coppa d'Estonia: 8

1994-1995, 1997-1998, 2007-2008, 2008-2009, 2010-2011, 2012-2013, 2015-2016, 2019-2020
- Supercoppa d'Estonia: 12  (record)

1998, 2002, 2003, 2004, 2009, 2011, 2012, 2014, 2016, 2020, 2021, 2024

### Competizioni internazionali
- Coppa della Livonia: 3

2011, 2018, 2023

### Altri piazzamenti
- Campionato estone:

Secondo posto: 1992-1993, 1995-1996, 1996-1997, 2000, 2007, 2008, 2021
Terzo posto: 1999, 2004, 2006, 2012, 2014, 2018, 2021
- Coppa di Estonia:

Finalista: 2000-2001, 2002-2003, 2005-2006, 2009-2010, 2017-2018, 2020-2021, 2022-2023
Semifinalista: 1993-1994, 1998-1999, 1999-2000, 2003-2004, 2004-2005, 2011-2012, 2014-2015, 2020-2021, 2021-2022
- Supercoppa di Estonia:

Finalista: 1999, 2006, 2010, 2017, 2018, 2022, 2023
- Baltic League:

Semifinalista: 2009-2010
- Coppa della Livonia:

Finalista: 2003, 2004

## Statistiche

### Partecipazione ai campionati
Le statistiche comprendono le stagioni a partire dal 1992, anno di fondazione del campionato estone.
| Livello | Categoria    | Partecipazioni | Debutto | Ultima stagione | Totale |
| ------- | ------------ | -------------- | ------- | --------------- | ------ |
| 1º      | Meistriliiga | 35             | 1992    | 2025            | 35     |

### Statistiche nelle competizioni UEFA
Tabella aggiornata alla stagione 2025-2026.
| Competizione                  | Partecipazioni | G  | V  | N  | P  | RF | RS  |
| ----------------------------- | -------------- | -- | -- | -- | -- | -- | --- |
| UEFA Champions League         | 13             | 27 | 4  | 4  | 19 | 21 | 56  |
| Coppa UEFA/UEFA Europa League | 19             | 43 | 8  | 11 | 24 | 30 | 71  |
| UEFA Conference League        | 5              | 18 | 5  | 4  | 9  | 21 | 29  |
| Totale                        | 37             | 88 | 17 | 19 | 52 | 72 | 156 |

### Coppe europee
- 1T/2T/3T = 1º/2º/3º turno di qualificazione
- PO = turno di play-off

| Stagione  | Competizione      | Turno    | Squadra               | Risultato          | Totale        |
| --------- | ----------------- | -------- | --------------------- | ------------------ | ------------- |
| 1994-1995 | Coppa UEFA        | 1T       | Odense                | 0-3, 0-3           | 0-6           |
| 1995-1996 | Coppa UEFA        | 1T       | Lillestrøm            | 0-4, 1-0           | 1-4           |
| 1996-1997 | Coppa UEFA        | 1T       | Haka                  | 2-2, 0-1           | 2-3           |
| 1997-1998 | Coppa UEFA        | 1T       | Hapoel Petah Tiqwa    | 0-1, 1-2           | 1-3           |
| 1998-1999 | Champions League  | 1T       | Steaua Bucarest       | 1-4, 3-1           | 4-5           |
| 1999-2000 | Champions League  | 1T       | Partizan Belgrado     | 0-6, 1-4           | 1-10          |
| 2000-2001 | Coppa UEFA        | 1T       | Bruges                | 1-4, 0-2           | 1-6           |
| 2001-2002 | Coppa UEFA        | 1T       | Dinamo Zagabria       | 0-1, 0-1           | 0-2           |
| 2002-2003 | Champions League  | 1T       | APOEL                 | 0-0, 0-1           | 0-1           |
| 2003-2004 | Champions League  | 1T       | Sheriff Tiraspol      | 0-1, 1-1           | 1-2           |
| 2004-2005 | Champions League  | 1T       | Nova Gorica           | 2-4, 1-3           | 3-7           |
| 2005-2006 | Coppa UEFA        | 1T       | Esbjerg               | 2-1, 0-6           | 2-7           |
| 2006-2007 | Coppa UEFA        | 1T       | Lyn Oslo              | 1-1, 0-0           | 1-1 (gfc)     |
| 2006-2007 | Coppa UEFA        | 2T       | Brøndby               | 0-0, 0-4           | 0-4           |
| 2007-2008 | Coppa UEFA        | 1T       | Vålerenga             | 0-1, 0-1           | 0-2           |
| 2008-2009 | Coppa UEFA        | 1T       | Djurgården            | 0-0, 2-2           | 2-2 (gfc)     |
| 2009-2010 | Europa League     | 1T       | Brøndby               | 1-0, 1-4           | 2-4           |
| 2010-2011 | Europa League     | 1T       | Dinamo Tbilisi        | 1-2, 0-0           | 1-2           |
| 2011-2012 | Champions League  | 2T       | Shamrock Rovers       | 0-1, 0-0           | 0-1           |
| 2012-2013 | Champions League  | 2T       | Basilea               | 0-2, 0-3           | 0-5           |
| 2013-2014 | Europa League     | 1T       | Kukësi                | 1-1, 0-0           | 1-1 (gfc)     |
| 2015-2016 | Europa League     | 1T       | Rabotnički            | 1-0, 0-2           | 1-2           |
| 2016-2017 | Champions League  | 1T       | Lincoln Red Imps      | 2-1, 0-2           | 2-3           |
| 2017-2018 | Europa League     | 1T       | Domžale               | 2-3, 0-2           | 2-5           |
| 2018-2019 | Champions League  | 1T       | Hapoel Be'er Sheva    | 1-4, 1-3           | 2-7           |
| 2018-2019 | Europa League     | 2T       | APOEL                 | 0-5, 2-0           | 2-5           |
| 2019-2020 | Europa League     | 1T       | Radnički Niš          | 2-0, 2-2           | 4-2           |
| 2019-2020 | Europa League     | 2T       | Eintracht Francoforte | 1-2, 1-2           | 2-4           |
| 2020-2021 | Champions League  | 1T       | Sūduva                | 1-1 (2-4 dcr)      | 1-1 (2-4 dcr) |
| 2020-2021 | Europa League     | 2T       | KR Reykjavík          | 2-1                | 2-1           |
| 2020-2021 | Europa League     | 3T       | Floriana              | 0-0 (4-2 dcr)      | 0-0 (4-2 dcr) |
| 2020-2021 | Europa League     | PO       | Dinamo Zagabria       | 1-3                | 1-3           |
| 2021-2022 | Champions League  | 1T       | Hibernians            | 2-0, 3-0           | 5-0           |
| 2021-2022 | Champions League  | 2T       | Legia Varsavia        | 1-2, 0-1           | 1-3           |
| 2021-2022 | Europa League     | 3T       | Omonia                | 1-0, 1-2 (4-5 dcr) | 2-2 (4-5 dcr) |
| 2021-2022 | Conference League | PO       | Shamrock Rovers       | 4-2, 1-0           | 5-2           |
| 2021-2022 | Conference League | Gruppo B | Gent                  | 0-1, 0-1           | 5 pt (4°)     |
| 2021-2022 | Conference League | Gruppo B | Partizan              | 0-2, 1-0           | 5 pt (4°)     |
| 2021-2022 | Conference League | Gruppo B | Anorthōsis            | 2-2, 2-2           | 5 pt (4°)     |
| 2022-2023 | Conference League | 1T       | SJK                   | 1-0, 2-4 (dts)     | 3-4 (dts)     |
| 2023-2024 | Champions League  | 1T       | Raków Częstochowa     | 0-3, 0-1           | 0-4           |
| 2023-2024 | Conference League | 3T       | Farul Costanza        | 0-2, 0-3           | 0-5           |
| 2024-2025 | Champions League  | 1T       | Celje                 | 0-5, 1-2           | 1-7           |
| 2024-2025 | Conference League | 2T       | Virtus                | 0-0, 5-2 (dts)     | 5-2 (dts)     |
| 2024-2025 | Conference League | 3T       | Víkingur              | 1-2, 1-1           | 2-3           |

## Statistiche individuali
Aggiornata a fine stagione 2024.
- 417  Rauno Alliku (2008-)
- 385  Martin Reim (1992-99; 2002-08)
- 364  Gert Kams (2006-12; 2015-19)
- 263  Marko Kristal (1990-99; 2001-04)
- 252  Markus Jürgenson (2009-16)
- 240  Zakaria Beglarishvili (2010-12; 2014-18)
- 233  Teet Allas (2000-10)
- 199  Rauno Sappinen (2013-18; 2020-21; 2024-)
- 192  Andre Frolov (2005-16)
- 185  Karl Palatu (2005-06; 2008-13)
- 177  Martin Miller (2016-23)

- 154  Rauno Sappinen (2013-18; 2020-21; 2024-)
- 121  Vjatšeslav Zahovaiko (1999; 2003-09)
- 115  Rauno Alliku (2008-)
- 94  Zakaria Beglarishvili (2010-12; 2014-18)
- 72  Sander Post (2004-11; 2013-14)
- 69  Martin Reim (1992-99; 2002-08)
- 64  Kristen Viikmäe (1996-00; 2003-07)
- 62  Indrek Zelinski (1993-99; 2001)
- 62  Tor Henning Hamre (2002-03)
- 61  Albert Prosa (2012-16)
- 52  Henri Anier (2008-11)

## Allenatori
- 1990-91  Aivar Pohlak
- 1992  Raimondas Kotovas
- 1993-95  Roman Ubakivi
- 1996-99  Teitur Þórðarson
- 2000  Tarmo Rüütli
- 2001-04  Arno Pijpers
- 2004-05  Janno Kivisild
- 2006-08  Pasi Rautiainen
- 2009  Tarmo Rüütli
- 2010-12  Martin Reim
- 2012-13  Marko Lelov
- 2013-16  Norbert Hurt
- 2016  Argo Arbeiter
- 2017  Arno Pijpers
- 2018  Jürgen Henn
- 2018  Arno Pijpers
- 2019-23  Jürgen Henn
- 2024  Norbert Hurt
- 2024  Taavi Viik
- 2025  Konstantin Vassiljev

## Tifoseria

### Gemellaggi e rivalità
La rivalità più sentita è contro il Levadia, con cui il Flora disputa il derby di Tallinn (Tallinna Derbi in estone). Oltre che per motivi calcistici, essendo le due squadre più titolate della nazione, scontratesi in 3 finali di Eesti Karikas, 8 finali di Eesti Superkarikas e per 10 volte giunte prima e seconda in Meistriliiga, la rivalità è anche data da motivi di rappresentanza: laddove il Flora ha un'impronta fortemente patriottica sia della tifoseria che della squadra, tanto da avere in rosa dal 2020 soltanto giocatori estoni, il Levadia ha un ampio seguito anche nelle minoranze russe e ucraine e diversi giocatori di nazionalità slava compongono tuttora la squadra.
La seguente tabella contiene tutti i dati riguardanti gli scontri diretti tra le due squadre in partite ufficiali al 15 giugno 2025:
|                    | Partite | Vittorie Flora Tallinn | Pareggi | Vittorie Levadia Tallinn |
| ------------------ | ------- | ---------------------- | ------- | ------------------------ |
| Meistriliiga       | 105     | 32                     | 31      | 42                       |
| Eesti Karikas      | 17      | 4                      | 3       | 10                       |
| Eesti Superkarikas | 8       | 3                      | 3       | 2                        |
| Totale             | 130     | 39                     | 37      | 54                       |

## Organico

### Rosa 2025
Aggiornata al 15 giugno 2025.
| N. |                    | Ruolo | Calciatore        |
| -- | ------------------ | ----- | ----------------- |
| 4  | Estonia (bandiera) | D     | Marco Lukka       |
| 5  | Estonia (bandiera) | D     | Andreas Vaher     |
| 6  | Estonia (bandiera) | D     | Robert Veering    |
| 7  | Estonia (bandiera) | C     | Danil Kuraksin    |
| 9  | Estonia (bandiera) | A     | Rauno Alliku      |
| 10 | Estonia (bandiera) | C     | Markus Poom       |
| 11 | Estonia (bandiera) | A     | Rauno Sappinen    |
| 13 | Estonia (bandiera) | C     | Nikita Mihhailov  |
| 15 | Estonia (bandiera) | C     | Oliver Cekredzi   |
| 16 | Estonia (bandiera) | D     | Erko Tougjas      |
| 17 | Estonia (bandiera) | A     | Gregor Rõivassepp |
| 18 | Estonia (bandiera) | C     | Remo Valdmets     |
| 20 | Estonia (bandiera) | A     | Sergei Zenjov     |
| 21 | Estonia (bandiera) | A     | Andero Kaares     |

| N. |                    | Ruolo | Calciatore        |
| -- | ------------------ | ----- | ----------------- |
| 22 | Estonia (bandiera) | A     | Mark Anders Lepik |
| 23 | Estonia (bandiera) | D     | Mihhail Kolobov   |
| 24 | Estonia (bandiera) | D     | Oskar Pihela      |
| 26 | Estonia (bandiera) | C     | Kristo Hussar     |
| 28 | Estonia (bandiera) | D     | Sander Tovstik    |
| 29 | Estonia (bandiera) | A     | Sander Alamaa     |
| 30 | Estonia (bandiera) | C     | Tristan Teeväli   |
| 33 | Estonia (bandiera) | P     | Evert Grünvald    |
| 52 | Estonia (bandiera) | C     | Nikola Kalmokov   |
| 77 | Estonia (bandiera) | P     | Kristen Lapa      |
| 78 | Estonia (bandiera) | D     | Mark Hendrik Kukk |
| 80 | Estonia (bandiera) | C     | Roland Lukas      |
| 89 | Estonia (bandiera) | C     | Maksim Kalimullin |
| 99 | Estonia (bandiera) | P     | Kaur Kivila       |

## Flora Tallinn Under-21
Il Flora Tallinn Under-21 (fino al 2015 Flora Tallinn II) è la formazione riserve della prima squadra. Milita in Esiliiga dal 2006 e ha vinto per tre volte tale serie (2011, 2014 e 2015). Ha inoltre raggiunto tre volte le semifinali di Coppa d'Estonia, nelle edizioni
2007-2008, 2014-2015 e 2017-2018, in quest'ultima ha perso per 9-3 proprio contro la prima squadra del Flora Tallinn.